# 西大田站
西大田站（：／ seo Daejeon yeok */?）是湖南線與大田線沿線的鐵路車站，同時也是大田線的終點車站，位于韩国大田广域市中區五柳洞，有KTX、ITX-新村、無窮花號及南道海洋列車等車種停靠。

## 車站結構
站體為2面4線的雙島式月台。

### 月台配置
| ↑ 五松／↑ 新灘津 |
| ４３ \| ２１ \|  |
| 雞龍 ↓           |

| 月台 | 路線          | 車種                    | 目的地                                  |
| ---- | ------------- | ----------------------- | --------------------------------------- |
| 3、4 | 湖南線 全羅線 | KTX                     | 往 五松、光明、龍山、首爾、幸信方向     |
| 3、4 | 湖南線 全羅線 | ITX-新村、無窮花號      | 往 天安、水原、永登浦、龍山方向         |
| 1、2 | 湖南線        | KTX                     | 往 益山、井邑、光州松汀、木浦方向       |
| 1、2 | 湖南線        | ITX-新村、無窮花號      | 往 益山、金堤、光州、光州松汀、木浦方向 |
| 1、2 | 全羅線        | KTX、ITX-新村、無窮花號 | 往 益山、全州、順天、麗水EXPO方向       |
| 1、2 | 慶全線        | 無窮花號                | 往 益山、西光州、寶城、順天方向         |

## 历史
- 1936年11月1日 - 落成使用。
- 2004年4月1日 - KTX开始使用本站。

## 车站周边
- 好市多
- 五龙站（大田地鐵）

## 相鄰車站
韓國鐵道公社
湖南線
大田操车场－西大田－佳水院
大田線
大田－西大田